# Liste des sous-marins de l'Australie
Voici une liste des sous-marins utilisés par la Royal Australian Navy.

## Sous-marins construits avant 1945
- Classe E (britannique)
  - AE1
  - AE2

- Classe J (britannique)
  - J1
  - J2
  - J3
  - J4
  - J5
  - J6
  - J7

- Classe O (britannique)
  - HMAS Otway
  - HMAS Oxley

- Classe K VIII (néerlandais)
  - K9

## Sous-marins construits après 1945
- Classe Oberon
  - Onslow
  - Orion
  - Otama
  - Otway
  - Ovens
  - Oxley

- Classe Collins
  - Collins
  - Farncomb
  - Waller
  - Dechaineux
  - Sheean
  - Rankin

- Classe Attack
  - Attack : annulé en septembre 2021

## Sous-marins de sauvetage
- LR5
- Véhicule de sauvetage sous-marin australien Remora